# Microrhodopina flavescens
Microrhodopina flavescens är en skalbaggsart som beskrevs av Stefan von Breuning 1982. Microrhodopina flavescens ingår i släktet Microrhodopina och familjen långhorningar.
Artens utbredningsområde är Filippinerna. Inga underarter finns listade i Catalogue of Life.